# ヨハネ・パウロ2世 (病院船)
病院船「ヨハネ・パウロ2世」（ヨハネ・パウロにせい、スペイン語: Barco Hospital Papa João Paulo II）は、カトリック教会に属するフランシスコ会が運航する病院船。
船名は第264代ローマ教皇ヨハネ・パウロ2世にちなみ、船内には像が安置されている。

## 概要
アマゾン川の河口南岸を拠点として活動する、2025年8月時点ではカトリック教会フランシスコ会が運航する3隻の病院船の内の1隻である。
ローマ教皇フランシスコによる指導を元に建造された船のひとつであり、医療サービスのみならず、キリスト教の宗教的救いを提供するために運航されている。
本船は河川カーフェリーを購入・改造したもので、診察と外来診療に特化しており単独での手術能力はなく、より包括的な設備を備えた病院船フランシスコ教皇等とセットで運用される「補助病院船」的立ち位置である。

## 建造の経緯
2013年、リオデジャネイロにてローマ教皇フランシスコがフランシスコ会の運営する病院の修道士と面談した際、教皇が「アマゾンの奥地に修道士はいるのだろうか？」と問いかけた事がこの病院船が建造されるきっかけとなっている。病院の創始者であるフランシスコ・ベロッティ兄弟が「アマゾン奥地には修道士はおりません」と返答したところ、教皇は「ならば我々はそこに赴かなければならない」とだけ述べた。その後フランシスコ会は2つの病院を運営したものの、アマゾン川沿いの住民が病院に行くのに非常に困難である問題は解決せず、このため最も遠く離れ、苦しんでいる地域に必要な医療ケアを届けるために、「病院自身が最も貧しい人々に会うために出向く」という病院船構想が具体化される事となった。
計画の具体化にあたって、60人の死者とその他の重大な損害を引き起こした公害事件に伴うシェル/BASF訴訟の和解金の一部から建造費を確保する事をブラジル政府と合意する事となり2510万レアルが充当され、これら一連の調整・交渉においてはフランシスコ会の修道士たち、サンパウロ州労働検察庁、そして第15管区の地方労働裁判所の支援を得た。
2019年8月17日、パラー州州都ベレンにて１隻目となる病院船フランシスコ教皇が就役。
2020年、病院船フランシスコ教皇の１年間の運用実績より、河川医療をより充実させる観点から新しく病院船を増勢する事が決定され、河川フェリーを購入・改造し「補助病院船」とすることが決定された。
ブラジル労働検察庁（MPT）はシェル/BASF訴訟の250万レアルに加え、Prosegur社に対する集団訴訟の和解金より15万レアルを割り当て、2隻目の病院船として河川フェリー「Princesa de Óbidos Ⅱ」の購入及び病院船「ヨハネ・パウロ二世」への改造費用に充当される事となった。
2020年10月27日、パラー州の都市オビドスにおいて、「Princesa de Óbidos Ⅱ」の購入記念式典が催され、「ヨハネ・パウロ2世」と命名された。当初は未改修状態でCOVID-19のパンデミックにおける病院船フランシスコ教皇の活動を支援し、2021年10月までに病院船として必要な改修を行うこととなった。

## 設計と能力
軍務に就かない宗教団体に所属する病院船であり、ジュネーブ第2条約に定める病院船のうち、一定の条件下で「救済団体の病院船」に該当しえ、ジュネーブ第2条約で軍事攻撃からの保護対象となる赤十字標章を標示しており、同条約上の保護対象となる。
医療設備については、船内に歯科診療室、診療室、ケアオフィス、入院ベッド、軽度の皮膚科処置室、滅菌センター、薬局、採血・検査室、トリアージエリア（待合室付き）が設けられた診察と外来診療に特化した能力を持つ「補助病院船」であり、本格的な外科手術などについては病院船フランシスコ教皇などが担任する事となる。
診療を求める患者はまず本船で受付を行い、その後病院船フランシスコ教皇又はその他の医療機関へ案内される。病院船フランシスコ教皇で手術を行った患者については本船の入院ベッドにて受け入れる事も可能である。本船については、食を通して神の愛を表現する方法を見出す専門家と修道士／宗教者で構成されるチームにより、利用者に対する食料の配布も行っている。
また、船内には名前の由来となったヨハネ・パウロ2世の像が安置されている

## 運用歴
本船は病院船フランシスコ教皇とともにパラー州のオビドスを運用拠点としており、2019年からのCOVID-19のパンデミックにおいて、病院船フランシスコ教皇とともに感染症地域での医療活動に従事している事が確認されている。

## 関連項目

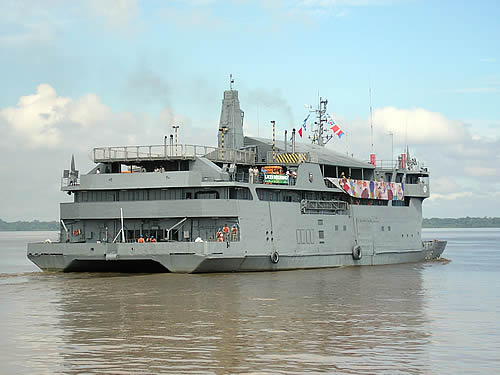
補助船パラー（U-15）